# Draskócvölgye
Draskócvölgye (1899-ig Draskócz-Dolina, szlovákul Dražkovce, németül: Andreas-Josef) község Szlovákiában, a Zsolnai kerületben, a Turócszentmártoni járásban. Draskóc, Dolina és Ivánkaföld települések egyesülésével jött létre.

## Fekvése
Turócszentmártontól 6 km-re délkeletre fekszik.

## Története

### Dolina
Dolina 1249-ben szerepel először oklevélben.
A 18. század végén Vályi András így ír róla: „DOLINA. Szabad puszta Túrócz Vármegyében, birtokosai külömbféle Urak, lakosai katolikusok, fekszik Szent Mártontól fél mértföldnyire, mellynek filiája, határja középszerű.”
Fényes Elek 1851-ben kiadott geográfiai szótárában így ír a faluról: „Dolina, Thurócz m. tót falu, Sz. Márton filialisa a Liptói országutban: 2 kath., 54 evang., 2 zsidó lak., savanyuviz forrással. F. u. többen.”

### Draskóc
A község területén a régészeti leletek tanúsága szerint már az újkőkorban is éltek emberek, Tomcsány felé eső határrészén pedig 9. századi temetőt tártak fel.
A mai települést 1242-ben említik először, 1416-ban „Drask” néven szerepel.
A 18. század végén Vályi András így ír róla: „DRASKÓTZ. Draskovtze. Elegyes tót falu Túrócz Vármegyében, birtokosai külömbféle Urak, lakosai katolikusok, fekszik Szent Helenának szomszédságában, ’s ennek filiája, Jordánföldének is szomszédságában, mintegy fél szigetben, Jordán, és Hradetsnitza vizektöl körűl vétetve, Szent Mártontól más fél mértföldnyire, nevezetes szabadságokkal ajándékoztattak vala meg a’ régi Magyar Királyoktól. IV. BÉLA 1242dikben Mikola, és Drask Nemzetségeknek ajándékozta vala Dráskótzot; megemésztetvén pedig a’ tűz, ’s egyéb viszontagságok által szabadság levelek KORVINUS MÁTYÁS BEATRIKSZ hitvesének tudtával 1487ikben új szabadsággal ajándékozá azt Dráskovitz Eliásnak, és Györgynek, határja középszerű, vagyonnyai is olly formák, második Osztálybéli.”
Fényes Elek 1851-ben kiadott geográfiai szótárában így ír a faluról: „Draskócz, Thurócz m. tót falu, a Jordán patakja mellett: 79 kath., 284 evang., 2 zsidó lak. Fűrészmalom; jó legelő, szép erdő. F. u. többen. Ut. p. Th. Zsámbokrét.”

### Draskócvölgye
Dolinát a 19. század második felében, Ivánkaföldet a 20. század elején egyesítették Draskóccal. Lakóik főként mezőgazdasággal foglalkoztak. A trianoni diktátumig Turóc vármegye Turócszentmártoni járásához tartozott.

## Népessége
| Év:            | 1994. | 2004.    | 2014.    | 2024.    |
| -------------- | ----- | -------- | -------- | -------- |
| Emberek száma: | 498   | 571      | 936      | 1063     |
| Eltérés:       |       | +14,65 % | +63,92 % | +13,56 % |

| Év:            | 2023. | 2024.   |
| -------------- | ----- | ------- |
| Emberek száma: | 1068  | 1063    |
| Eltérés:       |       | -0,46 % |

1910-ben 245, túlnyomórészt szlovák lakosa volt.
2001-ben 519 lakosából 511 szlovák volt.
2011-ben 828 lakosából 780 szlovák.

## Nevezetességei

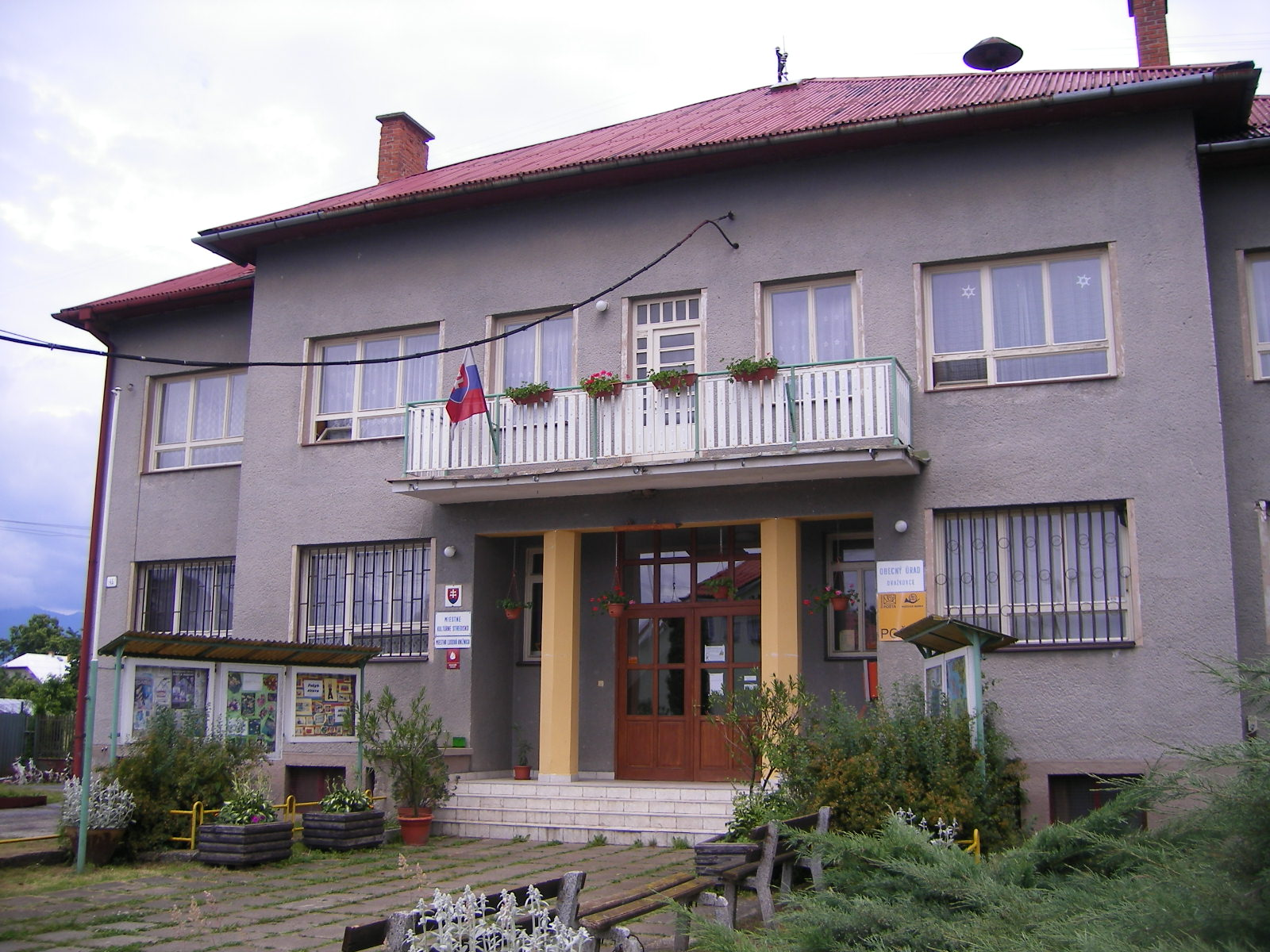
A községi hivatal épülete
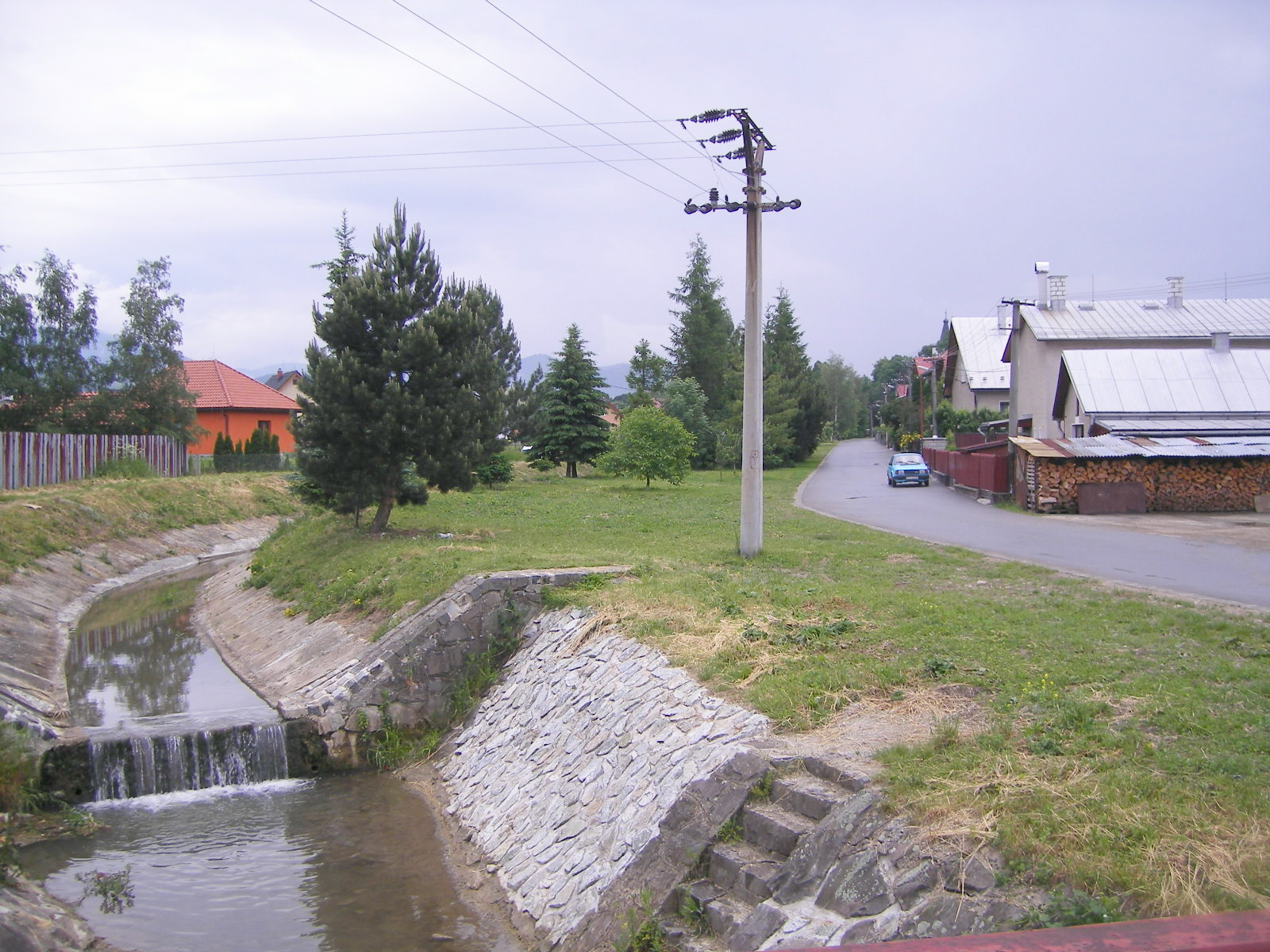

- Római katolikus temploma a 13. században épült eredetileg kora gótikus stílusban, 1611-ben reneszánsz stílusban építették át.
- A községben két régi kúria áll, egy barokk a 18. század első feléből és egy klasszicista a 19. század első feléből.

## Lásd még
- Ivánkaföld